# Ipiguá
Ipiguá é um município brasileiro do estado de São Paulo. A população é de 6.761 habitantes (IBGE/2022). A cidade faz parte da região metropolitana de São José do Rio Preto, interior de São Paulo.

## História

### Formação territorial-administrativa
Histórico da formação do município:
- Distrito criado com a denominação de Ipiguá, com sede no povoado de Curupá, município de São José do Rio Preto, pela Lei nº 2.218, de 07/12/1927.
- Município criado pela Lei nº 8.550, de 30/12/1993.

## Geografia
Localiza-se a uma latitude 20º39'24" sul e a uma longitude 49º23'14" oeste, estando a uma altitude de 508 metros. A cidade se localiza no norte do estado, a cerca de 20 km de São José do Rio Preto.

## Demografia

### População
| Crescimento populacional                             | Crescimento populacional | Crescimento populacional | Crescimento populacional |
| Ano                                                  | População Total          |                          | %±                       |
| ---------------------------------------------------- | ------------------------ | ------------------------ | ------------------------ |
| 2000                                                 | 3 476                    |                          | —                        |
| 2010                                                 | 4 463                    |                          | 28,4%                    |
| 2022                                                 | 6 761                    |                          | 51,5%                    |
| Est. 2024                                            | 7 037                    | [ 11 ]                   | 4,1%                     |
| Fontes: Censos Demográficos IBGE e Estimativas SEADE |                          |                          |                          |

### Dados demográficos
Dados do Censo - 2010
População total: 4 463
- Urbana: 2 697
- Rural: 1 766
- Homens: 2 267[16]
- Mulheres: 2 196

Taxa de alfabetização: 93,1%
Dados de 2000
Mortalidade infantil até 1 ano (por mil): 9,92
Expectativa de vida (anos): 74,76
Taxa de fecundidade (filhos por mulher): 2,56
Índice de Desenvolvimento Humano (IDH-M): 0,790
- IDH-M Renda: 0,697
- IDH-M Longevidade: 0,829
- IDH-M Educação: 0,844

(Fonte: IPEADATA)

## Infraestrutura

### Comunicações
O sistema de telefones automáticos, assim como o sistema de discagem direta à distância (DDD) com o código de área (0172), foram implantados pela Telecomunicações de São Paulo (TELESP).
Na década de 90 o código DDD da cidade foi alterado para (017), para padronização do sistema telefônico com a telefonia celular que estava sendo implantada em todo o estado.

## Religião
O Cristianismo se faz presente na cidade da seguinte forma:

### Igreja Católica
- A igreja faz parte da Arquidiocese de São José do Rio Preto.[21]

### Igrejas Evangélicas
Entre as igrejas protestantes históricas, pentecostais e neopentecostais, encontram-se na cidade:
- Assembleia de Deus Ministério do Belém.[24][25]
- Congregação Cristã no Brasil.[26]